# Gouvernement de Kazan
1708–1920
Entités suivantes :
- ASSR tatare
- ASSR tchouvache

Le gouvernement de Kazan (en russe : Казанская губерния) est une division administrative de l’Empire russe, puis de la R.S.F.S.R., située sur le cours moyen de la Volga avec pour capitale la ville de Kazan. Créé en 1708 le gouvernement exista jusqu’en 1920.

## Géographie
Le gouvernement de Kazan était bordé par les gouvernements de Viatka, Oufa, Samara, Simbirsk et Nijni Novgorod.
Le territoire du gouvernement de Kazan, dans ses limites du XIXe siècle, correspond aux actuels Tatarstan, Tchouvachie et Mari El.

## Histoire

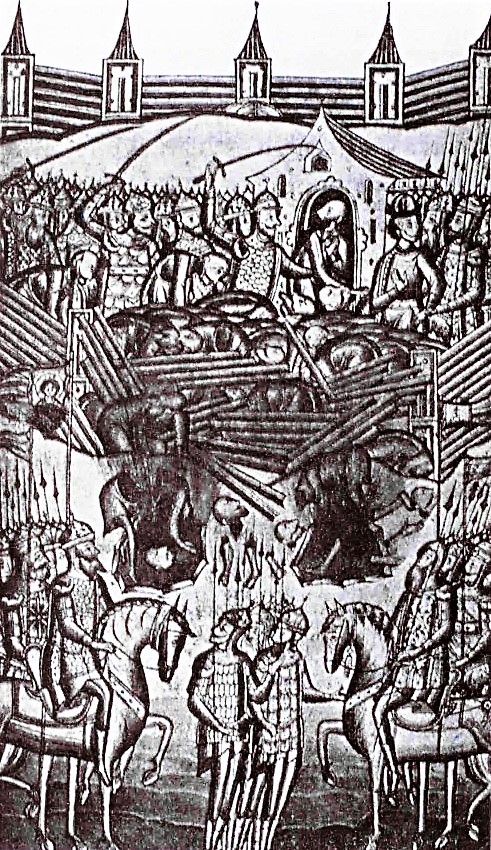
Prise de Kazan par les Russes au XVIe siècle.

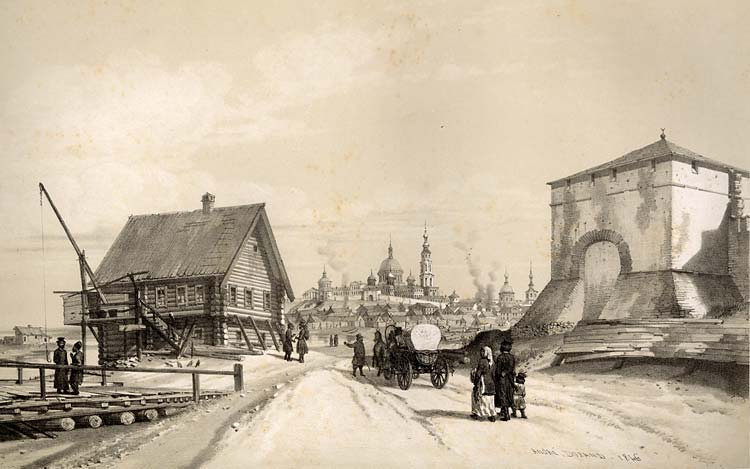
L'entrée de Kazan dans les années 1840.

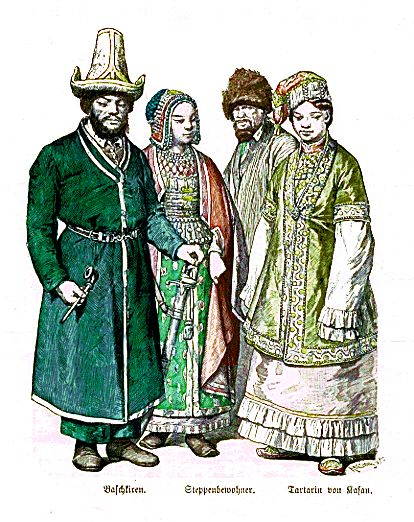
Bachkirs (à g.) et Tatars de Kazan.

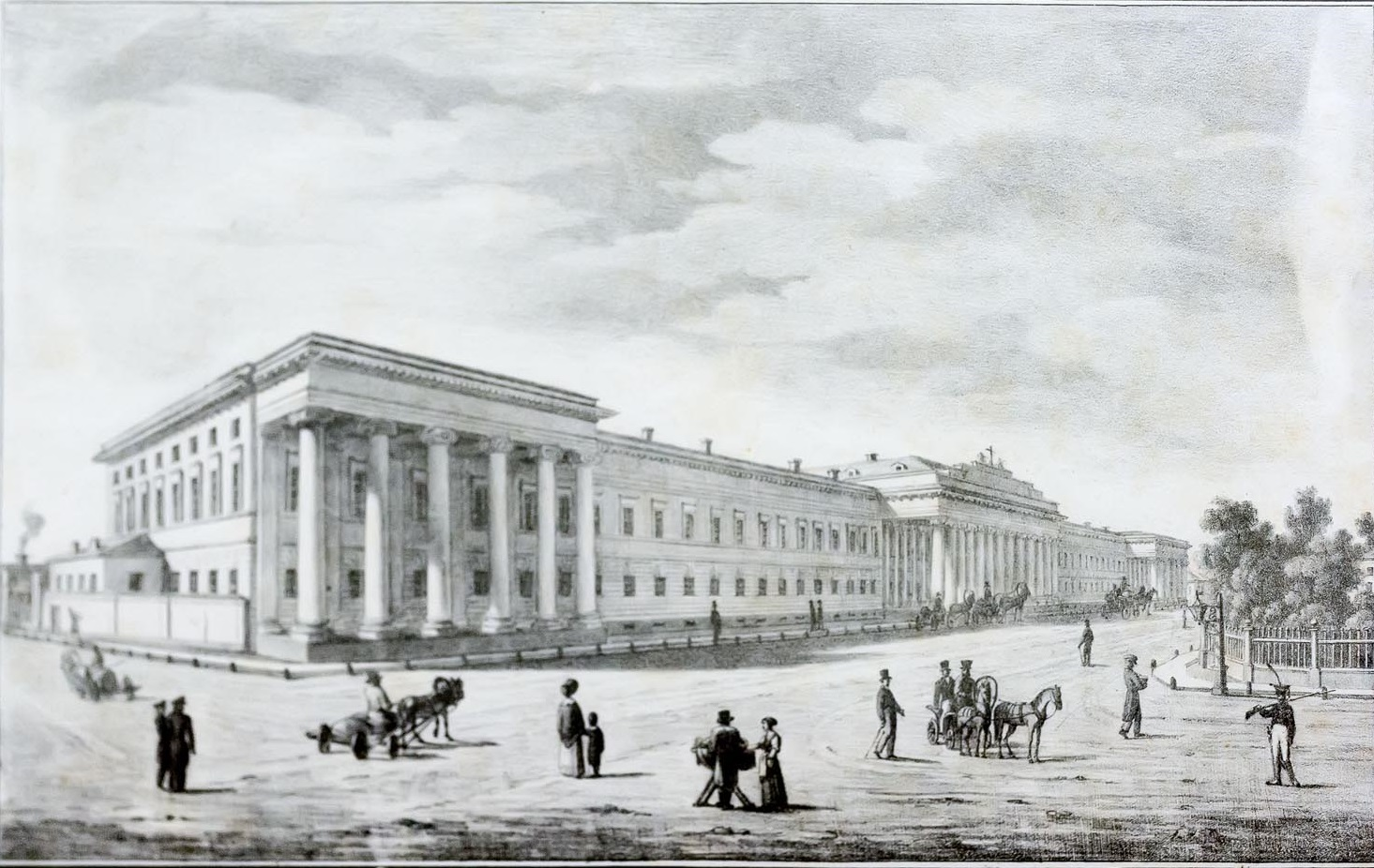
L'université de Kazan en 1832.

Le gouvernement a été créé en 1708 comme un des huit gouvernements de Pierre le Grand et s'étendait initialement sur tout le cours moyen et inférieur de la Volga. En 1717, une partie de son territoire forme le nouveau gouvernement d'Astrakhan,  d’autres régions seront détachées au cours du XVIIIe siècle. De 1781 à 1796 le gouvernement porte le nom de province (namestnitchestvo) de Kazan. En 1920 le gouvernement est supprimé et son territoire réparti entre les républiques nationales des Tatares, Tchouvaches et Maris.
Au début du XIXe siècle, Kazan est une des plus grandes villes de l'Empire russe avec 50 000 habitants. Elle a un château fort, le kremlin de Kazan, une cathédrale, dédiée à l'Annonciation, 40 églises, 4 couvents, des bâtiments administratifs dont le palais du gouverneur. Au printemps, la montée des eaux de la Volga fait qu'elle est entourée d'eau de trois côtés. La ville haute, bâtie en amphithéâtre sur les collines, est bien aménagée, contrairement à la ville basse, industrieuse mais mal tenue. Il s'y produit des cuirs, du coton, du savon. L'arsenal de la marine fluviale est un des plus importants de Russie. L'Université de Kazan, fondée en 1804, a une bibliothèque de 16 000 volumes, de nombreux manuscrits asiatiques, un observatoire et d'autres instruments scientifiques. Le système éducatif est complété par un lycée qui enseigne la plupart des langues d'Europe, 4 écoles normales une école pour fils de soldats, une école de navigation et un séminaire (séminaire théologique de Kazan). La bourgeoisie russe et tatare mène une vie mondaine et artistique active.
Les autres villes sont moins importantes. Tcheboksary a une cathédrale, 10 églises et 5 000 habitants, à peu près autant que Kozmodemiansk, Spassk (actuelle Bolgar), Tetiouchi. Laïchev tient chaque année une foire aux chevaux. 
Au sud du fleuve, le climat est tempéré avec des forêts de chênes, alors qu'au nord, il est subarctique avec des pins et des bouleaux. Les productions agricoles sont limitées par la longueur de l'hiver mais la province produit en abondance des céréales et du chanvre. Il y pousse aussi du coton, des pommiers et des cerisiers.

## Subdivisions administratives
Au début du XXe siècle, le gouvernement de Kazan était divisé en douze ouïezds : Kazan, Kozmodemiansk, Laïchev, Mamadych, Sviiajsk (tt), Spassk, Tetiouchi, Tsariovokokchaïsk, Tsivilsk, Tcheboksary, Tchistopol et Iadrine.

## Population
En 1897 la population du gouvernement était de 2 170 665 habitants, dont 38,4 % de Russes, 31,1 % de Tatares, 23,1 % de Tchouvaches, 5,7 % de Maris, 1 % de Mordves et une petite minorité oudmourte.